# Constantin von Alvensleben
Constantin von Alvensleben (Eichenbarleben, 1809. augusztus 26. – Berlin, 1892. március 28.) német katona. Gustav von Alvensleben öccse.

## Életpályája
A Porosz Királyságban született, 1827-ben lépett be a hadseregbe. Nagyon tevékeny és dicsőséges részt vett az 1866-os és az 1870–1871-es hadjáratokban. A francia–német háborúban a 3. hadtestet vezérelte és különösen a Vionville, Orléans és Le Mans mellett vívott csatákban tűnt ki. 1892 januárjában megkapta a fekete sasrendet.